# Mount Grenville
Mount Grenville är ett berg i Kanada.   Det ligger i provinsen British Columbia, i den sydvästra delen av landet, 3 600 km väster om huvudstaden Ottawa. Toppen på Mount Grenville är 3 126 meter över havet.
Terrängen runt Mount Grenville är bergig åt sydost, men åt nordväst är den kuperad.Trakten runt Mount Grenville är nära nog obefolkad, med mindre än två invånare per kvadratkilometer.. Det finns inga samhällen i närheten. 
Trakten runt Mount Grenville är permanent täckt av is och snö.